# Bisdom Granada en Colombia
Het bisdom Granada en Colombia (Latijn: Dioecesis Granadiensis in Columbia) is een rooms-katholiek bisdom met als zetel Granada, in Colombia. Het bisdom is suffragaan aan het aartsbisdom Villavicencio. 

## Geschiedenis
Het bisdom werd opgericht op 16 januari 1964, als de apostolische prefectuur Ariari, uit delen van het apostolisch vicariaat Villavicencio. Op 3 oktober 1987 werd het verheven tot apostolisch vicariaat. Op 29 oktober 1999 werd het verheven tot bisdom, veranderde van naam naar bisdom Granada en Colombia, en werd suffragaan aan het aartsbisdom Bogota. Op 3 juli 2004 veranderde het van kerkprovincie en werd suffragaan aan het aartsbisdom Villavicencio. 

## Parochies
Het bisdom had in 2021 een oppervlakte van 35.000 km2 en telde 286.650 inwoners waarvan 75,9% rooms-katholiek was.

## Ordinarii

### Prefecten
- Jesús María Coronado Caro (16 januari 1964 - 10 februari 1973)
- Héctor Jaramillo Duque (14 september 1973 - 3 augustus 1981)
- Luís Carlos Riveros Lavado (5 maart 1982 - 27 september 1986)

### Bisschoppen
- Héctor Julio López Hurtado (15 december 1987 - 15 juni 2001)
- José Figueroa Gómez (8 augustus 2002 - heden)

## Galerij van afbeeldingen

Wapen van het bisdom Granada en Colombia

Villavicencio (aartsbisdom) · Granada en Colombia · San José del Guaviare